# Versus the World
Versus the World ist das vierte Studioalbum der schwedischen Melodic-Death-Metal-Band Amon Amarth. Es erschien am 18. November 2002 über Metal Blade Records. Im Jahr 2005 wurde das Album als Picture-LP mit einer streng limitierten Auflage von 500 handnummerierten Kopien veröffentlicht. Eine Wiederveröffentlichung als Versus the World Deluxe Reissue erfolgte am 29. November 2009. Zum Lied Death in Fire wurde ein Musikvideo gedreht.

## Entstehungs- und Veröffentlichungsgeschichte
Das Songwriting fand innerhalb von knapp einem Jahr primär auf diversen Tourneen der Band statt und konnte bis zu den Aufnahmen komplett abgeschlossen werden. Ursprünglich wollte Amon Amarth das Album erneut bei Peter Tägtgren im Abyss Studio aufnehmen. Da dieser aber zur damaligen Zeit seine Tätigkeit als Produzent fast gänzlich eingestellt hatte, entschied sich die Band für das Berno Studio in Malmö, auf welches sie durch die bisherigen Arbeiten des Studios aufmerksam geworden waren. Es wurde schließlich im August 2002 von Berno Paulsson aufgenommen und von Henrik Larsson abgemischt und gemastert. Das Coverartwork wurde gemeinsam von Tom Thiel und dem Düsseldorfer Grafiker und Designer Thomas Ewerhard entworfen, der auch das übrige Artwork des Albums übernahm.
Den Albumtitel Versus the World erklärte Hegg in einem Interview mit dem deutschen Webzine metal.de wie folgt:

„Im Prinzip hat jeder von uns [den Kampf gegen die Welt] zu kämpfen. Jeder kennt doch das Gefühl, wenn man auf einmal denkt, dass sich alles und jeder gegen einen verschworen haben und somit die ganze Welt gegen einen allein ist. Hauptsächlich ist es aber eine Message, für seine Sache zu kämpfen, dafür zu kämpfen, für was man selbst steht und das zu tun, was man für richtig hält, obwohl viele versuchen, Dich zu Boden zu bringen und Dir vorzuschreiben, was du zu tun und zu lassen hast. Betrachtet man den Titel mal aus der Sichtweise der Band, dann stellt er auch eine Retrospektive auf unsere Karriere und die letzten zehn Jahre dar. Wir hatten viele Tiefs, die uns aber im Endeffekt nur stärker gemacht haben.“

### Versus the World Deluxe Reissue
Im Zuge der Bloodshed over Bochum Konzertserie von Amon Amarth, welche vom 28.–31. Dezember 2008 dauerte, wurde das Album am 31. Dezember komplett und in voller Länge in der Zeche Bochum aufgeführt und mitgeschnitten. Am 29. November 2009 wurde Versus the World als von Jens Bogren neugemasterte Auflage zusammen mit dem Livemitschnitt als 2-CD-Digipack wiederveröffentlicht. Das Konzert wurde auch gefilmt und auf der Bonus-DVD des Surtur-Rising-Digipaks am 25. März 2011 veröffentlicht.

## Titelliste
Alle Arrangements stammen von Amon Amarth. Neben der regulären Version wurde das Album auch als „2-CD Limited Viking Edition“, ebenfalls am 18. November 2002, veröffentlicht. Die Bonus-CD enthält die EP Sorrow Throughout the Nine Worlds, das bis dato unveröffentlichte Demo Thor Arise und das zweite Demo The Arrival of the Fimbul Winter sowie eine deutschsprachige Version von Victorious March (Siegreicher Marsch) und mit Sabbath Bloody Sabbath ein Black-Sabbath-Cover.
| # | Titel                                  | Komposition                             | Text    | Länge |
| - | -------------------------------------- | --------------------------------------- | ------- | ----- |
| 1 | Death in Fire                          | Mikkonen                                | Hegg    | 4:54  |
| 2 | For the Stabwounds in Our Backs        | Mikkonen                                | Hegg    | 4:56  |
| 3 | Where Silent Gods Stand Guard          | Mikkonen                                | Hegg    | 5:46  |
| 4 | Versus the World                       | Mikkonen                                | Hegg    | 5:22  |
| 5 | Across the Rainbow Bridge              | Mikkonen/Udo Gweinsnabel (Lead-Gitarre) | Hegg    | 4:51  |
| 6 | Down the Slopes of Death               | Mikkonen                                | Hegg    | 4:09  |
| 7 | Thousand Years of Oppression           | Mikkonen                                | C. Reid | 5:41  |
| 8 | Bloodshed                              | Mikkonen                                | Hegg    | 5:13  |
| 9 | ...And Soon the World Will Cease to Be | Mikkonen                                | Hegg    | 6:57  |

Bonus-CD der “Limited Viking Edition”

Die Gesamtspielzeit beträgt 74:38 min.
| #  | Titel                                        | Komposition                | Text     | Länge |
| -- | -------------------------------------------- | -------------------------- | -------- | ----- |
| 1  | Siegreicher Marsch                           | Mikkonen                   | Mikkonen | 7:54  |
| 2  | Sorrow Throughout the Nine Worlds            | Mikkonen                   | Hegg     | 3:53  |
| 3  | The Arrival of the Fimbul Winter             | Mikkonen                   | Hegg     | 4:26  |
| 4  | Burning Creation                             | Mikkonen                   | Hegg     | 4:59  |
| 5  | The Mighty Doors of the Speargod’s Hall      | Mikkonen                   | Hegg     | 5:43  |
| 6  | Under the Greyclouded Winter Sky             | Mikkonen                   | Hegg     | 5:36  |
| 7  | Burning Creation                             | Mikkonen                   | Hegg     | 4:49  |
| 8  | Arrival of the Fimbul Winter                 | Mikkonen                   | Hegg     | 4:38  |
| 9  | Without Fear                                 | Mikkonen/Hansson           | Hegg     | 4:42  |
| 10 | Risen from the Sea                           | Mikkonen                   | Hegg     | 5:43  |
| 11 | Atrocious Humanity                           | Mikkonen                   | Hegg     | 5:54  |
| 12 | Army of Darkness                             | Mikkonen                   | Hegg     | 5:27  |
| 13 | Thor Arise                                   | Mikkonen                   | Hegg     | 6:31  |
| 14 | Sabbath Bloody Sabbath (Black-Sabbath-Cover) | Butler/Iommi/Osbourne/Ward |          | 4:22  |

## Stil

### Musik
Die Musik von Versus the World fällt etwas langsamer und weniger brutal aus als The Crusher und ähnelt eher den ersten beiden Alben. Es finden sich zudem deutlich mehr Melodien und Harmonien in den Liedern als beim Vorgänger. Johan Hegg führt dazu an:

„[Das Album] ist eine Kombination aus ‚The Avenger‘ und ‚The Crusher‘ mit einigen Ausflügen in ‚Sorrow Throughout The Nine Worlds‘- und ‚Once Sent From The Golden Hall‘-Zeiten, weil ‚Versus The World‘ alle Elemente dieser Alben vereint. Du hast die langsamen Stücke, die brutalen Tracks, die Melodien und Harmonien. Natürlich sind auch neue Bausteine vorhanden [und die] melodiösen Parts [bekommen durch die gute Produktion] viel mehr Gewichtung als das noch vorher der Fall war.“

### Texte
Thematisch geht es auf Versus the World wie auch auf den Vorgängeralben der Band um die Wikinger. Neu hingegen ist die Gestaltung als Konzeptalbum rund um Ragnarök, den Weltuntergang in der nordischen Mythologie. Die Texte sind alle auf Englisch verfasst. Inspiriert wird Hegg dazu, nach eigenen Angaben, durch diverse Bücher und die Edda.

## Rezeption
Das Album kam bei fast allen Rezensenten gut bis sehr gut an. Gelobt wurde meistens der geringfügige Stilwechsel, etwas von der Härte des Vorgängeralbums herauszunehmen und dafür melodischer zu komponieren. Metalgreg vom Webzine metal.de lobte neben dem Songwriting auch die gute Produktion, vergab 8 von 10 Punkten und bezeichnete die Musik des Albums als „erstklassige[n], melodische[n] Death Metal“.
Sehr gelobt wird das Album auch von Marc von metal1.info. Er vergibt für das Album 8,5 von 10 Punkten und kommt zu folgendem Fazit:

„Amon Amarth [ist] mit "Versus the World" eine beeindruckende Scheibe gelungen. […] Hier wird eine perfekte Mischung aus Death Metal, nordischen Einflüssen und erstklassigen Melodien geboten, die sowohl die Melodic Death-Fraktion als auch die beinharten Cannibal Corpse / Six Feet Under etc. -Jünger begeistern mag. Von meiner Bezeichnung als Death Metal sollten sich Leute, die der puritanischen Form dieser Richtung nichts abgewinnen können auf keinen Fall abschrecken lassen, denn stumpfes Geknüppel hört man hier eigentlich überhaupt nicht. Melodien stehen im Vordergrund, ohne dass das ganze als Melodic Death Metal à la In Flames zu bezeichnen wäre. Besonders hervorheben möchte ich auch noch einmal die geniale Arbeit von Olavi Mikkonen und Fredrik Andersson, die mich wirklich sehr positiv überrascht haben. Auch Johan Göderberg [sic!] legt im Opener ein göttliches Solo hin. […] ‚Versus the World‘ ist eine der sinnvollsten Investitionen im Bereich Musik, die man im Jahr 2002 tätigen konnte.“